# Abbaye de Durrow
 (mai 2024).
Si vous disposez d'ouvrages ou d'articles de référence ou si vous connaissez des sites web de qualité traitant du thème abordé ici, merci de compléter l'article en donnant les références utiles à sa vérifiabilité et en les liant à la section « Notes et références ».
L'Abbaye de Durrow est un lieu célèbre situé près de Tullamore en Irlande. Dans ce monastère est censé avoir été créé au Xe siècle un livre enluminé, dénommé Livre de Durrow, une œuvre dans la même lignée que le Livre de Kells.
Aujourd'hui l'abbaye n'est plus intacte, il reste néanmoins des pierres tombales, une enceinte, un puits saint et de nombreux autres morceaux de monuments. Une église et une grande maison ont été construites sur le site entre les XVIIIe et XXe siècles.
L'abbaye a été fondée par saint Columba tout comme l'abbaye de Kells. La fondation date de 553. Le lieu est entouré de chênes. Il a été racheté par l'État irlandais en 2003.

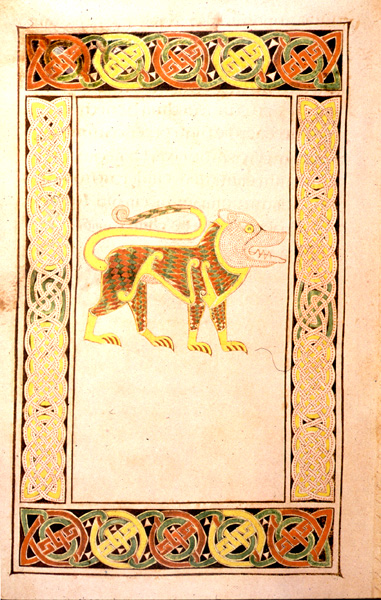
Le symbole de l'Évangéliste Jean : un lion, issu du Livre de Durrow.